# Distretto di San Juan de Rontoy
Il distretto di San Juan de Rontoy è un distretto del Perù nella provincia di Antonio Raymondi (regione di Ancash) con 1.596 abitanti al censimento 2007 dei quali 220 urbani e 1.376 rurali.
È stato istituito il 27 maggio 1987.